# Oszlopos Szent Alüpiosz
Oszlopos Szent Alüpiosz (515 – 614. november 26.) bizánci stylita.
Alüpiosz életének 2 forrása egy régi (talán 7. századi) szöveg Metaphrasztész Szent Simeon átdolgozásában, valamint Neophitosz reclusus tollából egy panegyricus.

## Élete
Alüpiosz a paphalagóniai Hadrianopoliszban született. 3 éves volt, amikor édesapja meghalt, ekkor édesanyja Theodorosz püspökhöz küldte tanulni. 30 éves koráig diakónusként és gazdasági vezetőként dolgozott, de ekkor felébredt benne a magány utáni olthatatlan vágy. Kis cellát épített magának, 2 teljes évig elvonultságban élt. Ezt követően a város szélén egy oszlopot emelt, s itt kezdte meg sajátos aszkéta életét. Az oszlop lábánál gyűltek a tanítványok, mire Alüpiosz – oszlopát el nem hagyva – két monostort alapított nekik. 53 évig élt az oszlopon, amelynek láb bénulása vetett véget. 14 éven át feküdt tehetetlenül. Hérakleiosz bizánci császár alatt halt meg közel 100 éves korában.
Életét és csodáit tanítványa foglalta írásba még a 7. században. Ereklyéit az athoszi Kutlumusziu-monostorban őrzik.